# Chetone nicotina-derivato della nitrosammina
Il chetone nicotina-derivato della nitrosammina (NNK), conosciuto anche come 4-(metilnitrosamino)-1-(3-piridil)-1-butanone, è una delle più importanti nitrosammine specifiche del tabacco, avente un importante ruolo nella carcinogenesi.

## Sintesi
Così come le altre nitrosammine specifiche del tabacco (TSNA), anche l'NNK si viene a formare con il processo di nitrosazione degli alcaloidi contenuti nella pianta del tabacco, ossia la nicotina, la nornicotina, l'anabasina e l'anatabina, che avviene durante la cura e la conservazione del tabacco e che va avanti fino al momento in cui questo viene confezionato in sigarette. Durante tale fase, infatti, a causa della rottura della parete cellulare si ha la morte delle cellule e l'arrivo dei batteri nitrificanti che danno il via al sopraccitato processo di nitrosazione degli alcaloidi. Non solo, la trasformazione della nicotina in chetone nicotina-derivato della nitrosammina avviene anche grazie solamente alla luce del Sole, che, portando all'apertura dell'anello pirrolidinico della nicotina contenuta nelle foglie in essiccazione, porta appunto all'NNK. 
La maggior parte dell'NNK viene sviluppata però durante la combustione della nicotina, ed anche per questo esso è uno delle più pericolose sostanze presenti nel fumo di sigaretta.
L'NNK può anche essere ottenuto sinteticamente con una percentuale di prodotto, in particolare di [Carbonil-14C]NNK, pari a circa il 27% del totale. In questa procedura, dell'acido [Carbonil-14C] nicotinico viene esterificato con alcol benzilico e l'estere ottenuto viene poi alchilato con 3-litio-N-metilpirrolidin-2-one. Il cheto-lattame risultante viene quindi idrolizzato e decarbossilato attraverso un trattamento in acido cloridrico bollente. La nitrosazione a pH 4,0 restituisce, infine, il [carbonil-14C]NNK. La riduzione di quest'ultimo con o boroidruro di sodio o fette di fegato di ratto coltivate, porta poi al suo metabolita, il [carbonil-14C] 4-(metilnitrosamino)-1-(3-piridil) butan-1-olo.
Contenuti di NNK e di altre TSNA relativamente bassi sono stati riscontrati nei tabacchi essiccati al Sole (i cosiddetti "orientali"), sia a causa del suolo su cui avviene la coltivazione delle piante, che è povero di nitrati, sia a causa dei pochi fertilizzanti azotati utilizzati nella coltura delle piante. Come per molte piante, infatti, anche per il tabacco l'azoto svolge un'importante funzione di accrescimento e sviluppo ma un'elevata concentrazione di azoto nelle foglie può portare, tra le altre cose, ad un'elevata presenza, in queste, di nitrati, uno dei precursori delle TSNA. Una più alta presenza di NNK si è invece riscontrata nei tabacchi essiccati a flusso d'aria, le misture cosiddette "Americane", tra cui ad esempio il "Virginia", in particolare tra quelli essiccati in presenza di fiamma libera.

## Quantità nelle sigarette e nelle sigarette elettroniche
Recenti studi condotti in Corea del Sud hanno rilevato la presenza di NNK nell'89% dei liquidi per sigaretta elettronica prodotti nel paese, con una concentrazione che va da 0,22 a 9,84 µg/L. Per il prodotto avente il quantitativo maggiore, considerando che 1 ml di liquido è equivalente a 20 sigarette (considerando la media dei contenuti di nicotina sia nei liquidi che nelle sigarette), si ottiene una quantità di NNK pari a 9,84/20 = 0,5 ng per ogni dose di liquido. In confronto, una sigaretta contenente 1 grammo di tabacco contiene circa 350 ng di NNK. Un tale valore del contenuto di NNK nelle sigarette elettroniche (da non-rintracciabile fino a 2,8 ng per 15 aspirazioni, pari a circa una sigaretta) risulta quindi decisamente più basso rispetto a quello riscontrato nel fumo di sigaretta (dove si raggiungono valori che vanno da 12 a 280 ng a sigaretta) e si ritiene che ciò sia dovuto alla più bassa temperatura utilizzata per far vaporizzare il liquido.

## Biologia

### Metabolismo
L'NNK è un procarcinogeno che necessita di attivazione per risultare efficace. Tale attivazione viene effettuata da enzimi della famiglia del citocromo P450 (CYP) che catalizzano le reazioni di idrossilazione. Oltre che da questi enzimi, l'NNK può essere attivato anche da geni metabolici come quello della mieloperossidasi (MPO) e quello dell'epossidrossilasi (EPHX1).
L'NNK può essere attivato attraverso due differenti meccanismi, uno ossidativo e uno riduttivo. Nel metabolismo ossidativo, l'NNK viene sottoposto a un'α-idrossilazione catalizzata dal citocromo P450 e tale reazione può avvenire in due modi, o attraverso una α-metilidrossilazione o attraverso una α-metileneidrossilazione. In entrambi i casi si ottiene l'isoforma carcinogena metabolizzata di NNK, ossia il 4-(metilnitrosamino)-1-(3-piridil)-1-butanolo (NNAL).
Nel metabolismo riduttivo, invece, l'NNK è sottoposto o a una riduzione carbonilica o ad una N-ossidazione della piridina, risultanti entrambe nella produzione di NNAL.
La tossicità dell'NNAL può essere annullata attraverso una glucoronidazione, che può avvenire o sull'ossigeno vicino all'anello (NNAL-O-Gluc), o sull'azoto all'interno dell'anello (NNAL-N-Gluc), ottenendo come prodotti dei composti non carcinogeni conosciuti come NNAL-Glucs. Tali composti vengono poi riversati dai reni nell'urina.

### Percorsi di segnalazione cellulare
Una volta che l'NNK viene attivato, esso dà il via a una cascata di segnali secondari intra-cellulari (ad esempio ERK1/2, NF-κB, PI3K/Akt,  MAPK, FasL, K-ras), risultante in una proliferazione cellulare incontrollata e quindi in una tumorigenesi.
L'NNK attiva le µ- e m-calpaina chinasi, le quali inducono la metastasi a livello polmonare attraverso il percorso ERK1/2. Questo percorso sovraesprime sia la mielocitomatosi cellulare (c-Myc) che la B-cell lymphoma 2 (Bcl2), due proteine coinvolte nella proliferazione, nella trasformazione e nell'apoptosi cellulare. L'NNK aumenta quindi la sopravvivenza delle cellule attraverso la fosforilazione con la cooperazione di c-Myc e Bcl2, causando una migrazione cellulare e una vera e propria proliferazione incontrollata.
Il percorso ERK1/2 porta anche alla fosforilazione del complesso proteico NF-κB causando una sovraregolazione nell'espressione della ciclina D1, una proteina che regola la fase G1 del ciclo cellulare. Sebbene siano necessari ulteriori studi per meglio comprendere i percorsi cellulari dell'NNK riguardanti NF-κB, si è visto che quando l'NNK è presente, esso è direttamente coinvolto nella sopravvivenza delle cellule dipendente da NF-κB.
Un altro importante contributo alla trasformazione e alla metastasi cellulare indotta dall'NNK viene dal percorso fosfoinositide 3-chinasi (PI3K/Akt), il quale assicura la proliferazione e la sopravvivenza (ossia la resistenza all'apoptosi) delle cellule tumorigeniche.
Sia il percorso ERK1/2 che il percorso Akt mostrano quindi cambiamenti nei livelli di espressione di proteine conseguenti all'attivazione dell'NNK nelle cellule, e attualmente sono in corso diversi studi per valutare l'impatto di questi cambiamenti.

## Patologia

### Tossicità
L'NNK è classificato come agente mutageno, ossia come causa di polimorfismi nel genoma umano. Diverse ricerche hanno infatti mostrato che l'NNK induce poliformismi genetici nelle cellula coinvolti nella crescita, nella proliferazione e nella differenziazione cellulare.

Esistono diversi meccanismi dipendenti dall'NNK in cui è coinvolta la proliferazione cellulare; un esempio è quello del meccanismo che coordina la sottoespressione del recettore beta dell'acido retinoico (RAR-β). Studi hanno dimostrato che con una dose di 100 mg/kg di NNK, si vengono a formare diverse mutazioni puntuali nel gene RAR-β, portando a una cancerogenesi a livello polmonare Tra gli altri geni coinvolti dai meccanismi attivati dall'NNK ci sono poi la sulfotransferasi 1A1 (SULT1A1), il fattore di crescita trasformante beta (TGF-β) e il recettore AT2 dell'angiotesina II.

### Inibizione
Uno studio ha dimostrato che, su modelli animali, composti chimici derivati da verdure crocifere e il gallato di epigallotechina (o EGCG), un tipo di catechina abbondante nel tè, e in particolare nel tè verde, possono inibire la carcinogenesi a livello polmonare innescata dall'NNK. Tuttavia è ancora oggetto di studio il verificarsi di tale effetto anche negli esseri umani.